# 黎明楷
黎明楷（Sherman Lai Ming-kai，1964年－），中原集團中國區主席。

## 教育
黎明楷1964年生於香港，入讀英皇書院，1986年畢業于香港大學機械工程學系。

## 加入中原
1989年加入香港中原物業顧問有限公司，任職項目投資部（Property Negotiator），於1995年中國部（中原（中國））的前身成立後，他晉升為營業董事，1998年正式成為中原（中國）董事總經理。2007年10月，黎明楷獲委任中原集團副主席。2009年9月升任中原集團總裁，2011年元旦更升為中原集團主席。2015年11月25日集團創辦人施永青宣佈將會重新出任集團主席兼總裁，黎明楷則於同年12月1日復任中國區主席。

## 個人意見
2016年，中國樓市政策有收緊迹象，黎明楷坦言各大地產商有裁員壓力。